# بالاگیه-سور-رانس
بالاگیه-سور-رانس (به فرانسوی: Balaguier-sur-Rance) یک کمون (فرانسه) در فرانسه است که در canton of Saint-Sernin-sur-Rance واقع شده‌است. بالاگیه-سور-رانس ۹٫۸ کیلومتر مربع مساحت دارد ۲۷۱ متر بالاتر از سطح دریا واقع شده‌است.